# Rundlockvävare
Rundlockvävare (Saaristoa abnormis) är en spindelart som först beskrevs av John Blackwall 1841.  Rundlockvävare ingår i släktet Saaristoa och familjen täckvävarspindlar. Arten är reproducerande i Sverige. Inga underarter finns listade i Catalogue of Life.